# Ministrowie kultury Danii

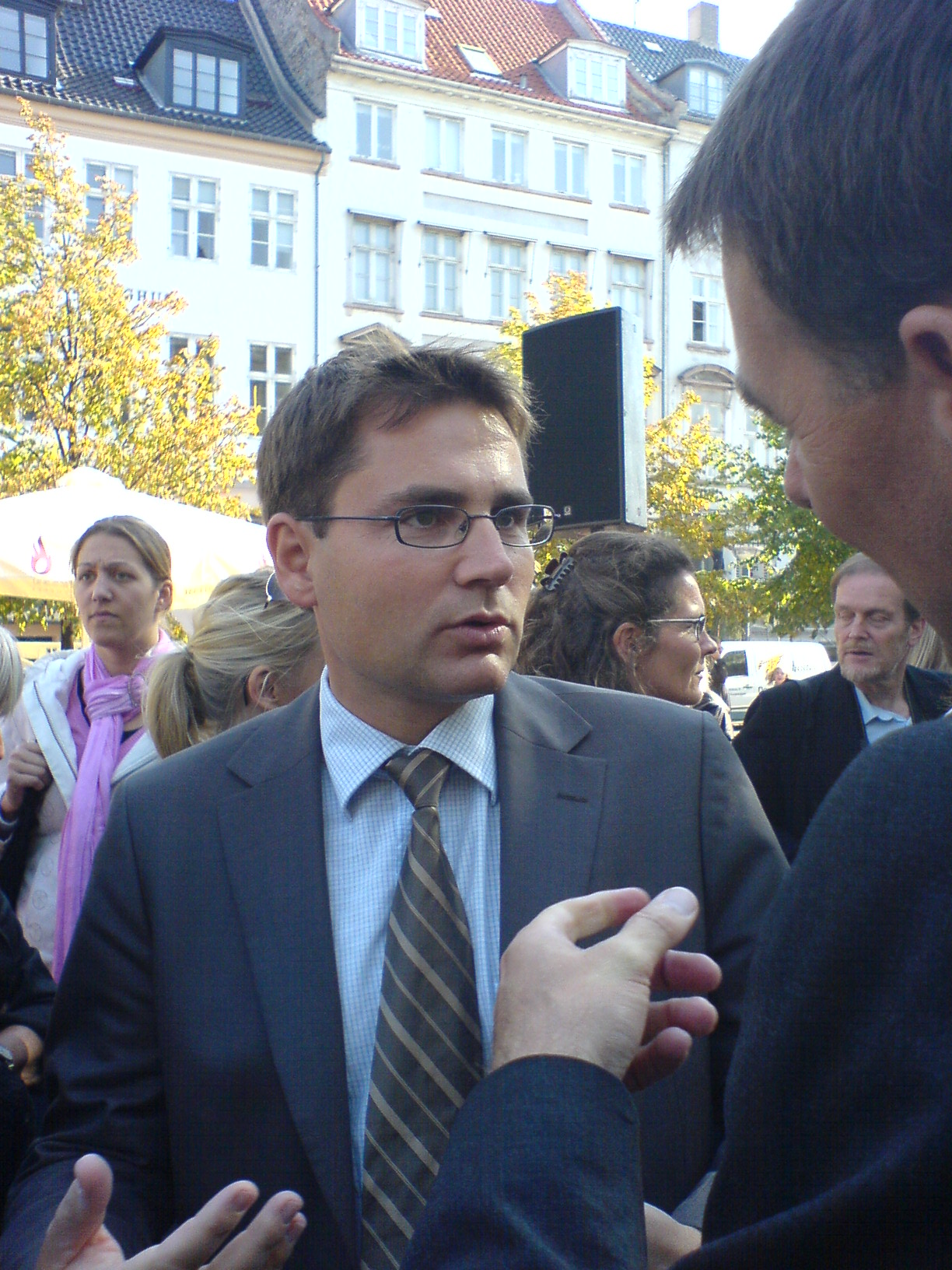
Brian Mikkelsen

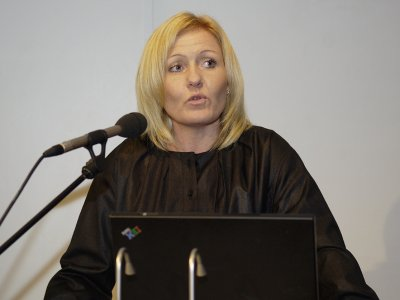
Carina Christensen

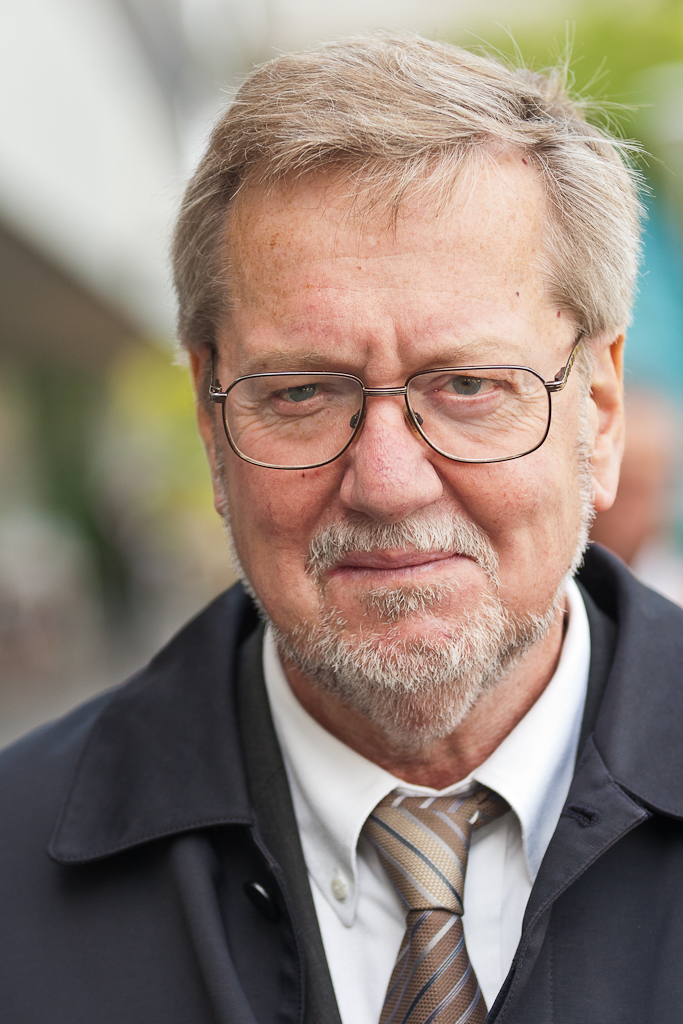
Per Stig Møller

## Lista duńskich ministrów kultury (od1961)
| Od                   | Do                   | Minister kultury                                 | Ur.-Zm.   |
| -------------------- | -------------------- | ------------------------------------------------ | --------- |
| 19 września 1961     | 26 września 1964     | Julius Bomholt (Socialdemokraterne)              | 1896-1969 |
| 26 września 1964     | 28 listopada 1966    | Hans Sølvhøj (Socialdemokraterne)                | 1919-1989 |
| 28 listopada 1966    | 2 lutego 1968        | Bodil Koch (Socialdemokraterne)                  | 1903-1972 |
| 2 lutego 1968        | 11 października 1971 | Kristen Helveg Petersen (Det Radikale Venstre)   | 1909-1997 |
| 11 października 1971 | 19 grudnia 1973      | Niels Matthiasen (Socialdemokraterne)            | 1924-1980 |
| 19 grudnia 1973      | 13 lutego 1975       | Nathalie Lind (Venstre)                          | 1918-1999 |
| 13 lutego 1975       | 16 lutego 1980       | Niels Matthiasen (Socialdemokraterne)            | 1924-1980 |
| 28 lutego 1980       | 10 września 1982     | Lise Østergaard (Socialdemokraterne)             | 1924-1996 |
| 10 września 1982     | 12 marca 1986        | Mimi Jakobsen (Centrum-Demokraterne)             | 1948      |
| 12 marca 1986        | 3 czerwca 1988       | Hans Peter Clausen (Konserwatywna Partia Ludowa) | 1928-1998 |
| 3 czerwca 1988       | 18 grudnia 1990      | Ole Vig Jensen (Det Radikale Venstre)            | 1936      |
| 18 grudnia 1990      | 24 stycznia 1993     | Grethe Rostbøll (Konserwatywna Partia Ludowa)    | 1941      |
| 25 stycznia 1993     | 30 XII 1996          | Jytte Hilden (Socialdemokraterne)                | 1942      |
| 30 grudnia 1996      | 23 marca 1998        | Ebbe Lundgaard (Det Radikale Venstre)            | 1944-2009 |
| 23 marca 1998        | 27 listopada 2001    | Elsebeth Gerner Nielsen (Det Radikale Venstre)   | 1960      |
| 27 listopada 2001    | 10 września 2008     | Brian Mikkelsen (Konserwatywna Partia Ludowa)    | 1966      |
| 10 września 2008     | 23 lutego 2010       | Carina Christensen (Konserwatywna Partia Ludowa) | 1972      |
| 23 lutego 2010       | 3 października 2011  | Per Stig Møller (Konserwatywna Partia Ludowa)    | 1942      |
| 3 października 2011  | sprawuje urząd       | Uffe Elbæk (Det Radikale Venstre)                | 1954      |